# Bernard Deleplace
Bernard Deleplace est un syndicaliste policier qui a été pendant une décennie à la tête de la Fédération autonome des syndicats de police.

## Biographie
Bernard Deleplace est né en 1943 à Hinges (Pas-de-Calais), d'un père qui était CRS à la Libération
. Pendant une décennie, il a été le secrétaire général de la Fédération autonome des syndicats de police, fondée le 20 juin 1969 par Gérard Monate, émanant de l'UNIF (avec comme premier acteur le Syndicat général de la police- S.G.P.), la FASP devient dans les années 1980 le premier syndicat de policiers, toutes catégories réunies. Au début de son mandat, a FASP affirme avoir réussi à rassembler 20 000 policiers dans des manifestations en 1982 . Au cours des années 1980 et dans les congrès de la FASP il met en avant l'idée d'une modernisation de la police impulsée de la base via les syndicalistes.
Membre du Parti socialiste, il a des liens avec le président de la République François Mitterrand, tissés grâce aux amis syndicalistes opérant de longue date dans le département de la Nièvre. Les liens avec le directeur de la rédaction du Monde Edwy Plenel sont révélés et dénoncés dans "La Face cachée du Monde", livre d'investigation publié en 2003 par les journalistes Pierre Péan et Philippe Cohen
Après son départ de la direction de la FASP en 1991, un peu avant que n'éclatent des accusations de fraude financière, un congrès extraordinaire du syndicat s'est tenu à Nantes et a ratifié l'élection de Daniel Lavaux à la tête de la FASP mais sans parvenir à préciser la ligne d'action face aux mesures gouvernementales.